# Anthropoid
Anthropoid es una película británica de guerra épica de 2016 dirigida por Sean Ellis, escrita por Ellis y Anthony Frewin y protagonizada por Cillian Murphy, Jamie Dornan, Charlotte Le Bon, Anna Geislerová, Harry Lloyd y Toby Jones. Cuenta la historia de la Operación Antropoide, el asesinato de Reinhard Heydrich durante la Segunda Guerra Mundial por soldados checoslovacos exiliados el 27 de mayo de 1942.

## Sinopsis

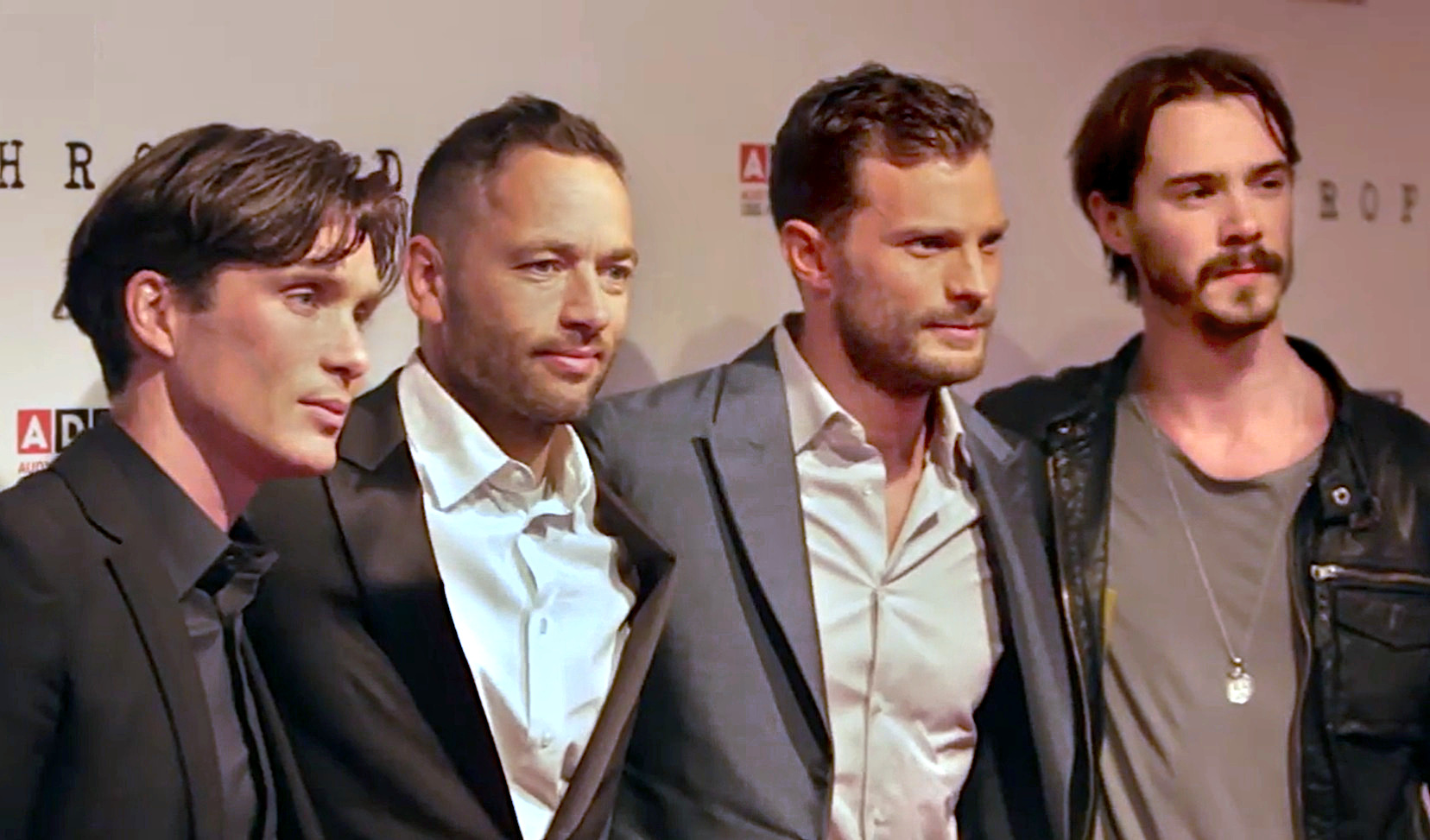
Anthropoid: Cillian Murphy, Sean Ellis (director), Jamie Dornan, Sam Keeley (2016)

Es el apogeo de la ocupación nazi en Europa. En diciembre de 1941, dos agentes del gobierno checoslovaco en el exilio, Jozef Gabčík (Cillian Murphy) y Jan Kubiš (Jamie Dornan) son lanzados en paracaídas a su patria ocupada. Jozef es herido cuando se estrella en un árbol al aterrizar, pero ambos se dispusieron a encontrar su contacto en Checoslovaquia. Son descubiertos poco después por dos luchadores de la resistencia que resultan ser traidores; uno es fusilado por Jozef pero el otro hombre se escapa. Robando su camión, los agentes se dirigen a Praga.
Cuando buscan su contacto, se dirigen al Dr. Eduard (Sean Mahon), que sutura el pie de Jozef, y arregla para que los agentes se encuentren con otros miembros de la resistencia, encabezados por el tío Jan Zelenka-Hajský (Toby Jones). Los agentes revelan que deben ejecutar la «Operación Antropoide», el asesinato de Reinhard Heydrich (Detlef Bothe), el principal arquitecto de la Solución final, y el jefe de las fuerzas nazis en Checoslovaquia ocupada por Alemania.
Con poca inteligencia y poco equipamiento en una ciudad bajo llave, Jozef y Jan deben encontrar una manera de asesinar a Heydrich, una operación que, esperan, cambiará la faz de Europa. Con la ayuda de dos mujeres jóvenes, Marie Kovárníková (Charlotte Le Bon) y Lenka Fafková (Anna Geislerová) junto con otros conspiradores, los agentes planean emboscar a Heydrich cuando llega a su cuartel general en coche. Cuando los agentes se enteran de que Heydrich está a punto de ser transferidos, el plan entra en vigor con el dúo reforzado por la adición de otros agentes que han sido paracaídas en Checoslovaquia y los restantes combatientes de la resistencia en Praga.
El 27 de mayo de 1942, el ataque se lleva a cabo, pero casi fracasa al atascarse la ametralladora Sten de Jozef. Heydrich es gravemente herido cuando Jan lanza una bomba que estalla en su Mercedes Benz, seguido de disparos de Jozef. Inmediatamente después, los asesinos salen corriendo, y las fuerzas nazis arrollan a miles de ciudadanos checos y llevan a cabo una terrible represalia. Cuando Heydrich muere, el grupo combinado de siete paracaidistas son perseguidos a su refugio en la Catedral Ortodoxa de los Santos Cirilo y Metodio en Praga. El comando Karel Čurda (Jiří Šimek) revela a los nazis dónde se esconden. La familia con la que Jozef y Jan se quedan son castigadas, su casa atacada por numerosos oficiales. La madre se suicida tomando una pastilla de cianuro en el baño. El hijo es brutalmente torturado, lo que le lleva a ceder a las demandas de los nazis. Él les dice dónde están escondidos Jozef y Jan, en la catedral. Cientos de soldados nazis asaltan la catedral y todos los agentes mueren en una feroz batalla.
Las represalias continúan con el pueblo de Lidice destruido con todos los hombres de 16 años de edad y más viejos, los niños gaseados a muerte y las mujeres enviadas a los campamentos. Otro pueblo checo, Ležáky, también es destruido y sus habitantes son asesinados porque un transmisor de radio se encuentra allí. En última instancia, un total de 15 000 checos fueron asesinados en la secuela del «terror Heydrich». El asesinato del SS-Obergruppenführer Heydrich fue el único asesinato exitoso organizado por un gobierno hacia un miembro nazi de primer rango en toda la Segunda Guerra Mundial.

## Reparto
- Cillian Murphy como Jozef Gabčík
- Jamie Dornan como Jan Kubiš
- Charlotte Le Bon como Marie Kovárníková
- Anna Geislerová como Lenka Fafková
- Harry Lloyd como Adolf Opálka
- Toby Jones como tío Hajský
- Alena Mihulová como Sra. Moravec
- Marcin Dorociński como Ladislav Vaněk
- Bill Milner como Ata Moravec
- Sam Keeley como Josef Bublík
- Jiří Šimek como Karel Čurda
- Mish Boyko como Jan Hrubý
- Václav Neužil como Josef Valcik
- Andrej Polák como Jaroslav Svarc
- Sean Mahon como Dr. Eduard
- Detlef Bothe como Reinhard Heydrich